# Saison 2004 de l'équipe cycliste Rabobank
L'Équipe cycliste Rabobank faisait partie en 2004 des Groupes Sportifs I, la première division des équipes cyclistes professionnelles.

## Effectif
| Cycliste                     | Date de naissance | Nationalité    | Équipe 2003 |
| ---------------------------- | ----------------- | -------------- | ----------- |
| Robert Bartko                | 23-12-1975        | Allemagne      |             |
| Michael Boogerd              | 28-05-1972        | Pays-Bas       |             |
| Jan Boven                    | 28-02-1972        | Pays-Bas       |             |
| Erik Dekker                  | 21-08-1970        | Pays-Bas       |             |
| Hans Dekkers                 | 07-08-1981        | Pays-Bas       |             |
| Kevin De Weert               | 27-05-1982        | Belgique       |             |
| Maarten den Bakker           | 26-01-1969        | Pays-Bas       |             |
| Óscar Freire                 | 15-02-1976        | Espagne        |             |
| Bram de Groot                | 18-12-1974        | Pays-Bas       |             |
| Mathew Hayman                | 20-04-1978        | Australie      |             |
| Robert Hunter                | 22-04-1977        | Afrique du Sud |             |
| Steven de Jongh              | 25-11-1973        | Pays-Bas       |             |
| Karsten Kroon                | 29-01-1976        | Pays-Bas       |             |
| Levi Leipheimer              | 24-10-1973        | États-Unis     |             |
| Marc Lotz                    | 19-10-1973        | Pays-Bas       |             |
| Ronald Mutsaars              | 19-04-1979        | Pays-Bas       |             |
| Grischa Niermann             | 03-11-1975        | Allemagne      |             |
| Joost Posthuma (Vanaf 17-05) | 08-03-1981        | Pays-Bas       | espoirs     |
| Michael Rasmussen            | 01-06-1974        | Danemark       |             |
| Roy Sentjens                 | 15-12-1980        | Belgique       |             |
| Bobbie Traksel               | 03-11-1981        | Pays-Bas       |             |
| Thorwald Veneberg            | 16-10-1977        | Pays-Bas       |             |
| Marc Wauters                 | 23-02-1969        | Belgique       |             |
| Pieter Weening               | 05-04-1981        | Pays-Bas       |             |
| Remmert Wielinga             | 27-04-1978        | Pays-Bas       |             |

## Victoires
Victoires sur le circuit professionnel
| Date       | Course                                                    | Pays      | Classe | Vainqueur         |
| ---------- | --------------------------------------------------------- | --------- | ------ | ----------------- |
| 02/02/2004 | Trofeo Alcudia                                            | Espagne   |        | Óscar Freire      |
| 04/02/2004 | 3e étape du Tour du Qatar                                 | Qatar     |        | Robert Hunter     |
| 06/02/2004 | 5e étape du Tour du Qatar                                 | Qatar     |        | Robert Hunter     |
| 06/02/2004 | Classement général du Tour du Qatar                       | Qatar     |        | Robert Hunter     |
| 21/02/2004 | Tour du Haut-Var                                          | France    |        | Marc Lotz         |
| 22/02/2004 | Trophée Luis Puig                                         | Espagne   |        | Óscar Freire      |
| 29/02/2004 | Kuurne-Bruxelles-Kuurne                                   | Belgique  |        | Steven de Jongh   |
| 05/03/2004 | Prologue des Trois Jours de Flandre-Occidentale           | Belgique  |        | Robert Bartko     |
| 07/03/2004 | Classement général des Trois Jours de Flandre-Occidentale | Belgique  |        | Robert Bartko     |
| 12/03/2004 | 3e étape de Tirreno-Adriatico                             | Italie    |        | Óscar Freire      |
| 20/03/2004 | Milan-San Remo                                            | Espagne   |        | Óscar Freire      |
| 25/03/2004 | 4e étape de la Semaine catalane                           | Italie    |        | Levi Leipheimer   |
| 10/04/2004 | Tour de Drenthe                                           | Pays-Bas  |        | Erik Dekker       |
| 01/05/2004 | Grand Prix de Francfort                                   | Allemagne |        | Karsten Kroon     |
| 12/06/2004 | 6e étape du Critérium du Dauphiné libéré                  | France    |        | Michael Rasmussen |
| 14/06/2004 | 3e étape du Tour de Suisse                                | Suisse    |        | Robert Hunter     |
| 16/06/2004 | 5e étape du Tour de Suisse                                | Suisse    |        | Robert Hunter     |
| 24/07/2004 | 4e étape B du Tour de Saxe                                | Allemagne |        | Robert Hunter     |
| 07/07/2004 | 1re étape de l'Uniqa Classic                              | Autriche  |        | Robert Hunter     |
| 09/07/2004 | 3e étape du l'Uniqa Classic                               | Autriche  |        | Robert Hunter     |
| 28/08/2004 | 6e étape du Tour des Pays-Bas                             | Pays-Bas  |        | Erik Dekker       |
| 28/08/2004 | Classement général du Tour des Pays-Bas                   | Pays-Bas  |        | Erik Dekker       |
| 09/09/2004 | 6e étape du Tour d'Espagne                                | Espagne   |        | Óscar Freire      |
| 16/09/2004 | 2e étape du Tour de Rhénanie-Palatinat                    | Allemagne |        | Thomas Dekker     |
| 10/10/2004 | Paris-Tours                                               | France    |        | Erik Dekker       |

Championnats nationaux
| Date       | Course                             | Pays     | Classe | Vainqueur   |
| ---------- | ---------------------------------- | -------- | ------ | ----------- |
| 27/06/2004 | Championnat des Pays-Bas sur route | Pays-Bas |        | Erik Dekker |

Championnat du monde
| Date       | Course                         | Pays   | Classe | Vainqueur    |
| ---------- | ------------------------------ | ------ | ------ | ------------ |
| 03/10/2004 | Championnat du monde sur route | Italie |        | Óscar Freire |

## Classements UCI

### Individuel
| Rang | Coureur         | Points |
| ---- | --------------- | ------ |
| 4    | Óscar Freire    | 1993   |
| 18   | Erik Dekker     | 1303,5 |
| 26   | Michael Boogerd | 946    |
| 82   | Marc Wauters    | 511    |
| 86   | Levi Leipheimer | 503    |

### Équipe
L'équipe Rabobank a terminé à la 5e place avec 7044,8 points.